# Bald Island
Bald Island ligt 1,5 km van de zuidkust van West-Australië. Het is in 1964 tot een beschermd natuurgebied verklaard. Het heeft een oppervlakte van 8,09 km². Het eiland bestaat bijna geheel uit graniet en rijst op uit zee tot een hoogte van 310 m boven zeeniveau. Het eiland raakte ongeveer 10.000 jaar geleden van het vasteland geïsoleerd door stijging van de zeespiegel.

## Flora en fauna
Er zijn 104 soorten planten en bomen op het eiland. Er is bosvorming op de meer beschut liggende hellingen. De vlakke, onbeschutte gedeelten van het eiland zijn overdekt met een soort heide en gras in grote pollen ("tussocks").
Op het eiland bestaan flinke populaties reptielen waaronder vier soorten skinken en een soort gekko. Een soort skink uit het geslacht Ctenotus (Ctenotus labillardieri) heeft zich ontwikkeld tot een eilandras. Er zijn geen slangen op het eiland.
Tot de bewoners van het eiland behoren verder een paar zoogdieren. Zo zijn er de Nieuw-Zeelandse zeebeer en de Australische zeeleeuw.  Te land zijn er nog een paar soorten zoogdieren waaronder een klein soort wallaby de quokka (Setonix brachyurus). 
Verder is het een door BirdLife International aangemerkt belangrijk vogelgebied (Important Bird Area); er broeden zeevogels zoals langvleugelstormvogel (Pterodroma macroptera) en de dwergpinguïn (Eudyptula minor).
Bovendien wordt het eiland gebruikt als kunstmatig refugium voor dieren die op het vasteland in hun bestaan worden bedreigd. Daarom zijn een kangoeroerat, Gilberts potoroe (Potorous gilbertii)  en een zangvogel de grote doornkruiper (Atrichornis clamosus) op het eiland geïntroduceerd.

## Bron
- Dit artikel of een eerdere versie ervan is een (gedeeltelijke) vertaling van het artikel Bald Island op de Engelstalige Wikipedia, dat onder de licentie Creative Commons Naamsvermelding/Gelijk delen valt. Zie de bewerkingsgeschiedenis aldaar.